# Кукисин-рю
Кукисин-рю (яп. 九鬼神流, в оригинале переводится как «школа духа девяти Богов» или «школа духа девяти Демонов») — классическое боевое искусство Японии, основанное в XIV веке мастером по имени Куки Рюсин Якусимару (Якусимару Курандо). Школа является сого будзюцу, так как обучает большому количеству различных дисциплин, таких как тайдзюцу, нагинатадзюцу, бодзюцу, кэмпо, ханбодзюцу, содзюцу и хэйхо. Кукисин-рю и его основатель указаны в Бугэй Рюха Дайдзитэн или «Энциклопедии школ боевых искусств», архиве современных (гэндай) и древних (корю) Японских школ боевых искусств.

## История
Согласно легенде, школа Кукисин-рю была основана в XIV веке (период Намбоку-тё) самураем по имени Рюсин Якусимару Куки. Сам основатель стиля родился в Кумано-Хонгу (префектура Вакаяма 1 января 1318 года в семье одного из самых влиятельных кланов, который был потомком рода Фудзивара, служившего в течение нескольких поколений в качестве бэтто, или «распорядители храма». Семья Рюсина участвовала в войне Тайра и Минамото, командуя флотом Кумано. Из-за проблем с зачатием, мать Якусимару, Тигуса-химэ, чей брат, Сукэтомо Дайнагон Хино, являлся членом Южного императорского двора, совершила паломничество в святыню Энряку-дзи, где она молилась и просила о помощи Якуси Будда. Вскоре после этого она забеременела и родила мальчика, которого назвала Якусимару в честь божества.
Рюсин познакомился с боевыми искусствами и военными науками (конкретно — Синдэн Фудзивара Мусо-рю) благодаря своей семье: деду Додзицу и Сингу-бэтто Арииэ. Сюгэндо (горный аскетизм) он познал от своего отца Дою, после чего отправился в Киото, где обучался теории и практике эзотерического буддизма от монаха Дзёкая в святыне Санмаку. Кроме того, он практиковал боевые искусства на горе Курама (яп. 鞍馬山) и, как говорят, стал мастером Кудзи-хихо (яп. 九字秘法) и Оммёдо (яп. 陰陽道).
В 1335 году, в год своего совершеннолетия, Рюсину было приказано отправиться на войну Северного и Южного дворов на стороне первого, во главе которого стоял Асикага Такаудзи. В июне 1336 года армия Северного двора атаковала гору Хиэй, на которой располагался Южный двор — тогда Рюсин и его люди вели передовой отряд. Форт пал под натиском Рюсина. Обращение с императором Южного двора Го-Дайго и его приближенными было крайне жестоким, что сам Рюсин, согласно сохранившимся данным, говорил следующее: «Возможно, что императора ждёт смерть от такого обращения. Я бы хотел спланировать его спасение». С другими заговорщиками, Ое Гёбу Дайсукэ Кагэсигэ (яп. 大江刑部大輔景繁), Бэссё Сабуро Таканори (Кодзима Таканори) (яп. 別所三郎高徳（児島尊徳)), Хиёси Ига Нюдо (яп. 日吉伊賀入道) и Киссуин Сосин Хогэн (яп. 吉水院宗信法眼), Рюсин прокрался во дворец бывшего императора Кадзан-ин-но-никю (яп. 花山院の故宮), где был заключён Го-дайго, освободил его и помог бежать в Ёсино (яп. 吉野).
Тадаёси (яп. 直義), младший брат Такаудзи, обнаружил побег, и отправил вслед 10 тысяч преследователей. Преследователи догнали беглецов на горном перевале Курагари (яп. 暗峠), расположенном на границе префектур Осака и Нара. Именно здесь Рюсин и его сообщники принял бой, выбрав предпочитаемый вид оружия. Кагэсигэ взял меч, Такатоку — лук и стрелы, а Рюсин — нагинату (по другой версии — копьё). Из-за превосходства в численности противников, битва была очень суровой; лезвие нагинаты Рюсина было срублено. Ему ничего не оставалось, кроме как продолжать бой с древком от бывшего оружия, которым он сокрушал врагов вокруг себя, и, рисуя в воздухе им особые символы, или янтру кудзи, отгонял и отбрасывал наступавших противников. Бодзюцу в Кукисин-рю основано на тех техниках, которые Рюсин использовал в ходе битвы и впоследствии пересмотрел и внедрил в технику школы.
Через некоторый промежуток времени подоспело подкрепление из Ёсино. В этот момент Рюсин со своими людьми смог безопасно сопроводить императора Го-Дайго в небольшую хижину, похожую внешне на небольшой храм, у горы Кимпунсэн (яп. 金峯山). Кроме того, Рюсину удалось захватить и сохранить «Три Сокровища Императорского двора», которые он спрятал в библиотеке священных текстов в поселении Ёкава (яп. 横河) на горе Хиэй. Император Го-Дайго поблагодарил воина, отметив его преданность, и поинтересовался о его секретных техниках. Рюсин ответил, что это тайные техники его семьи — секретное мастерство Кудзи. Тогда император объявил: «Боги видят твою преданность. С этого момента твоя фамилия не Фудзивара, а Куки». Частичка «Ку» (яп. 九) в «Куки» означает цифру 9. «Ки» (яп. 鬼) может произноситься как «Ками», если китайский иероглиф читается на японский манер, что означает «Они-гами» (яп. 鬼神, добрые духи) в противоположность «Они» (яп. 鬼, злые духи). Таким образом, официальным названием Куки стало «Куками», но несмотря на это, с периода Эдо обычно использовалось название «Куки».
После войны мать Рюсина, чей род принадлежал к Южному двору, скорбела над тем, что Рюсин первый перешёл на сторону Северного Двора. Она отправилась в провинцию Мусаси, в место, которое сегодня называется городом Хино (префектура Токио), где у неё проживали родственники; в скорби и разочаровании она провела там свои последние дни. После смерти матери Рюсин посвятил свою жизнь защите императора Го-Дайго. В честь своей матери он разработал формы техники Кукисин бодзюцу, которые получил название «Дзюдзи-Роппо-Кудзидомэ» (яп. 十字六法九字止).
Записи семьи Куки хранятся в свитках и транскрипциях, которые были редко показаны широкой публике, однако несомненно были изучены и учтены учёными. Эти древние документы стали известны общественности после того, как Миура Итиро опубликовал исследование архивов семьи Куки в 1941 году. До публикации Миуры, единственное упоминание о свитках присутствовало во втором томе работы Сонтоку Окина Ява, написанной Куки Такахиро, 24 главой школы Кукисин-рю. После работы Итиро в свет вышла рукопись Кукисиндэн дэнсё, написанная Аго Киётаки, ведущей фигурой в изучении древней истории. В ней были рассмотрены некоторые моменты свитков, в том числе происхождение и история стиля Кукисин-рю.

## Этимология
- Ку (九) — «девять»;
- Ки (鬼) — не совсем правильное кандзи. Изначально этот древний китайский иероглиф обозначал «ками» (Божество), однако он давно устарел. Это произошло из-за того, что он был утерян со временем в связи с необходимостью упрощения/унификации китайских иероглифов, используемых в японской письменности. По этой причине похожий с 鬼 (они или демоны) иероглиф используется вместо устаревшего, и название стиля переводится как «школа разума девяти Демонов». Название «Куки» установилось ещё в период Эдо[1];
- Син (神) — «дух», «разум» или «сердце»;
- Рю (流) — в оригинале переводится как «поток», но в контексте боевых искусств означает «школу» или «стиль»[5].

## Программа обучения
Программа обучения школы подробно описана в Кукисин Дэнсё. Она состоит из 6 основных разделов: тайдзюцу, бодзюцу, кэмпо, нагинатадзюцу, ханбодзюцу и содзюцу. Хэйхо (военная стратегия) дополняет эту подготовку. Помимо данных основных дисциплин практиканты Кукисин-рю могут ознакомиться с секретным оружием, скрытыми учениями и Онакатоми Синто (Ко-синтоистские практики).

### Тайдзюцу
Тайдзюцу Кукисин-рю состоит из захватов, удушающих приёмов, ударов руками и ногами, а также использования оружия малого размера, такого как сюрикэн. Техники данной дисциплины были значительно переработаны и дополнены 7 главой школы, Куки Киётакой, и собраны воедино и классифицированы его сыном, Сумитакой. Этому способствовало само время: методы атэкомивозникли в период, когда носили броню. Принципы и техники тайдзюцу были переработаны для того, чтобы успешно вписывать в ранний период Сэнгоку. В конце эпохи Эдо двадцать пятый сокэ, Такатомо Куки, разработал кихон-гата, которая состояла из восьми ката, используемых для обучения новичков основам школы Кукисин-рю. 28 февраля 1864 года Такатомо посетил замок Нидзэ в Киото с целью продемонстрировать свои новые методики императору.

#### Кукисин-рю и Такаги Ёсин-рю тайдзюцу
Существует тесная взаимосвязь между тайдзюцу из Кукисин-рю и Такаги Ёсин-рю. Согласно версии Такамацу Тёсуи, история ассимиляции техник Такаги Ёсин-рю тайдзюцу в Кукисин-рю (и наоборот: техники бодзюцу школы семьи Куки в Такаги Ёсин-рю) выглядит следующим образом:
Преждевременная смерть Куки Садатаки оставили школу Кукисин-рю без наследника. По этой причине старший сын, Ёситака Куки, именовавшийся Кихэй, стал следующим преемником в линии передачи традиций стиля. За время своего руководства школой здоровье Кихэя крайне хромало, из-за чего он был прикован к кровати. В конце концов он окреп настолько, что смог путешествовать по всей Японии, и смог возглавить рю должным образом. Во время одного из своих путешествий Кихэй встретил сына Гэнносина Такаги в Ако (ныне префектура Хёго), которого завали Уманосукэ. В ходе этой встречи они провели анализ собственных школ. Такаги был силён в тайдзюцу, в то время как Ёситака был мастером бодзюцу. По общему согласию они решили перенять лучшие принципы противоположной школы, добавив бодзюцу, нагинатадзюцу и содзюцу в программу обучения Такаги Ёсин-рю и тайдзюцу в Кукисин-рю.

#### Ката
- Камаэ-гата;
- Кихон-гата;
- Омотэ-но-ката;
- Сабаки-но-ката;
- Симэ-но-ката;
- Тай-но-ката;
- Мутодори;
- Дайсёсабаки;
- Сирабэ-но-ката;
- Сэнсудори;
- Тэппан;
- Могури-но-ката;
- … отдельно стоящие техники …

### Бодзюцу
Бодзюцу стиля Кукисин-рю лучше всего описывается как метод, применяемый для поражения/разрушения баланса обладателей иных видов оружия. Он имеет специальные атакующие техники, которые позволяют Бо быстро перемещать оружие и перенаправлять его «прицел»; специальная техник «свёртывания» (бофуригата) разработан для того, чтобы запутать оппонента и держать его страхе; тычковый методы применяется с целью броска оружия как снаряда (нагэбо). Принципы Куксин-рю бодзюцу были почерпнуты из двух других видов оружия в рамках школы: нагината и копьё.
В Кукисин-рю бодзюцу применяются три размера Бо: рокусякубо (длинный), ханбо (средний) и танбо (короткий).

#### Техники
| Ката          | Техники |
| ------------- | --- |
| Камаэ-гата    | - Дзёдан и Гяку-Дзёдан; - Сюдан; - Гэдан; - Хираитимондзи; - Ёкоитимондзи; - Сэйган; - Тэнти и Гяку-Тэнти; - Тэнтидзин и Гяку-Тэнтидзин.                                                |
| Кихон-гата    | Также именуется как Фури ката. |
| Омотэ-но-ката | - Гохобури; - Урагохо; - Сасиаи; - Фунахари; - Цуруно-иссоку; - Сусо-отоси; - Иппон-суги; - Кагэно-иппон; - Таки-отоси; - Коку; - Касаноути (3 — 9 техники известны как Кудзи-но-ката). |
| Тюгокуи       | - Тати-отоси; - Хараи; - Котэдзукэ; - Мукодзумэ; - Кэагэ; - Утитомэ; - Цукэири; - Горин кудаки; - Тэнтидзин; - Маэхиро; - Рёготэ; - Уранами; - Тамагаэси; - Саю.                        |
| Гокуи-но-ката | - Дзюдзи-Роппо-Кудзидомэ (также известна как Дзюмондзи-Кудзидомэ) |
| Кайдэн-гата   | - Боёсэ; - Карамэдори; - Кудзи Хирю. |

### Кэмпо
Кэмпо или кэндзюцу подразумевает работу с мечом. Раздел состоит из техник атаки, защиты, уклонения, тычков и блокирования. Кроме того он включает работу с бо сюрикэном. Одной из наиболее узнаваемых техник Кукисин-рю является нанесение быстрого режущего удара. Девятый глава школы, Куки Ёситака (яп. 九鬼 嘉隆, 1542 — 17 ноября 1600), участвовал в войне против Кореи под руководством Тоётоми Хидэёси. Во время морской битвы у берегов Улусан, раненый в живот Ёситака прыгнул на борт корабля противника и поразил адмирала ударом снизу, из-за чего позже данная техника стала широко известной. Раздел кэнпо также включает в себя токэндзюцу, то есть методы бросания ножей и мечей.

#### Техники
| Ката          | Техники |
| ------------- | --- |
| Камаэ-ката    | - Дзёдан; - Тюдан; - Гэдан; - Тэнтидзин; - Сэйган; - Сутэми; - Суйгэцу; - Татикагэ; - Катамэ сэйган; - Кататэотоси.                                 |
| Кихон-ката    | Также именуется как Фури ката. Состоит из 5 техник.                                                                                                 |
| Омотэ-но ката | - Хидари кататэнаги; - Карамэнаги; - Кирикоми; - Цукиири; - Аюнаги; - Кураотоси; - Мидзувари; - Коромохараи; - Нагиотоси; - Кураидори; - Мигиотоси. |
| Тюгокуи       | - Такэвари; - Макикоми; - Таиатари; - Итигэки; - Катасукаси; - Хидзаотоси; - Дзантэй; - Сэккэн; - Курумагири; - Судзумэотоси; - Синноцуки; - Сёто.  |
| Токэндзюцу    | - Итимондзи; - Мафунагэ; - Хитёнагэ. |
| Гокуи-но ката | - Иссэи; - Кэнори; - Хидан. |
| Кайдэн ката   | - Мёфукэн; - Фусэйкэн; - Мёонкэн; - Муинкэн. |

### Нагинатадзюцу
Нагината, используемое в Куксин-рю, в длину составляет 225 сантиметров. Оно оснащено обоюдоострым клинком длинною в 21 сантиметр. Используется данное холодное оружие для нанесения ударов сплеча, парирования, атаки и защиты. Кроме того практикуются техники ареста и удержания при помощи нагинаты. Данное оружие имеет первостепенное знание в стиле Кукинсин-рю, а искусство бодзюцу обязано своим происхождением именно ему.

#### Техники
| Ката          | Техники |
| ------------- | --- |
| Камаэ-ката    | - Ганко; - Удзин; - Мидзукэмури; - Какуёку; - Оокарикумокэмури (Хисо-гохо-но камаэ); - Дзёуда (Сансуй-но камаэ).                                                       |
| Кихон-ката    | Также именуется как Фури ката. |
| Омотэ-но ката | - Кирихараи; - Итимондзи; - Кадзахараи; - Отосигири; - Гякухараи; - Райу; - Сакагаэси; - Такиотоси; - Камаотоси; - Хараидори; - Удэори.                                |
| Тюгокуи       | - Кататэ нагаси; - Дзюмондзи; - Сидзумихараи; - Усиродори; - Хирадори; - Тамакудаки; - Мацукадзэ; - Рюфу; - Тацумаки; - Удэмаваси; - Сэйко; - Кирикаэси; - Карамэгири. |
| Гокуи-ката    | - Сандан гири; - Гадан кирикаэси. |
| Кайдэн ката   | - Дзюдзи роппо гири. |

### Ханбодзюцу
Ханбо в Кукисин-рю применяется для нанесения обычных, сокрушительных и колющих ударов и защиты. Кроме того он великолепно интегрируется с техниками тайдзюцу.
Предполагается, что методы ханбо школы Кукисин-рю были созданы приобщены к программе обучения стиля мастером Юконом Курияма в период Адзути-Момояма. Как гласит легенда, он был хорошо известен своим мастерством владения коротким копьём. Курияма участвовал в битве при Нагасино 4 мая 1575 года на стороне Оды Нобунага. В сражении против генерала Кацухиса Танго-но ками Судзуки, копьё Юкона раскололось на две части, однако он продолжил битву и в конечном итоге одолел Судзуки. После Курияма продолжил вести бой, сокрушая вражеские мечи и побеждая врагов. С этого момента, согласно легенде, техники ханбо были официально включены в Кукисин-рю (начало эпохи Эдо).

#### Техники
| Ката          | Техники                                                                                  |
| ------------- | ---------------------------------------------------------------------------------------- |
| Камаэ-ката    | - Отонаси; - Синсэн; - Катими; - Данпи; - Отаи (5 техник, известных как Госэй но камаэ). |
| Кихон-ката    | Также именуется как Фури ката.                                                           |
| Омотэ-но ката | - Татиотоси; - Атэкоми; - Косиорэ; - Атгаэси; - Цукиири.                                 |
| Тюгокуи       | - Киринохитоха; - Отосимацуба; - Мудзудори; - Горинкудаки; - Маваридори.                 |
| Гокуи ката    | - Цурунохитокоэ; - Карамэдори; - Син но карамэдори.                                      |
| Сэнсудори     | - Тэн но ката; - Ти но ката; - Дзин но ката.                                             |

### Содзюцу
Копьё в Кукисин-рю имеет длину в 270 сантиметров. Острие составляет от 36 до 45 сантиметров в длину и прикреплено к основе при помощи верёвки. Копьё применяется для проведения атаки, блокирования ударов и нарушения баланса противника.
Техники работы с яри в Кукисин-рю включают множество сложных вариаций и нюансов, поэтому данный раздел считается самым трудным в учебной программе школы. Эффективность применения данного оружия во много зависит от правильно выбранного момента и расстояния до противника.